# 嚴復
嚴復（1854年1月8日—1921年10月27日），乳名體乾，初名传初，改名宗光，字又陵，后名復，字几道，晚号瘉壄老人，福建侯官人，祖籍河南固始。中国近代启蒙思想家、翻译家。曾為复旦大学校长，京師大學堂校長，籌安會六君子之一。
嚴復系统地将西方的社会学、政治学、政治经济学、哲学和自然科学介绍到中国，翻译了《天演论》《原富》《群学肄言》《群己权界论》《社会通诠》《法意》《名学浅说》《穆勒名学》等著作。他的译著在当时影响巨大，是中国20世纪最重要启蒙译著。嚴復的翻译考究、严谨，每个译称都经深思熟虑，他提出的“信、达、雅”的翻译标准对后世的翻译工作产生深远影响。

## 生平
1854年1月8日（咸丰三年十二月初十日）嚴復出生于福建侯官（今福建省福州市仓山区盖山镇阳岐村）一中医世家。嚴復13歲時，由父母包辦娶了第一任妻子王氏，王氏的年紀不詳，不過比嚴復大一些。
1866年（同治五年），嚴復父亲病逝，学馆中辍，嚴復放弃走科举“正途”。
1867年（同治六年），入左宗棠設立的福州船政学堂学习驾驶，改名宗光，字又陵。
1871年（同治十年），從福州船政学堂毕业，为该学堂第一届毕业生，先后在“建威舰”、“扬武舰”实习5年。
1872年（同治十一年），取得“选用道员”资格，改名復，字几道。
1877年3月（光绪三年二月）赴英国学习海军，与出使英国大臣郭嵩焘结为忘年交。
1879年6月（光绪五年五月）毕业于倫敦格林威治皇家海军学院，回国后被聘为福州船政学堂后学堂教习。

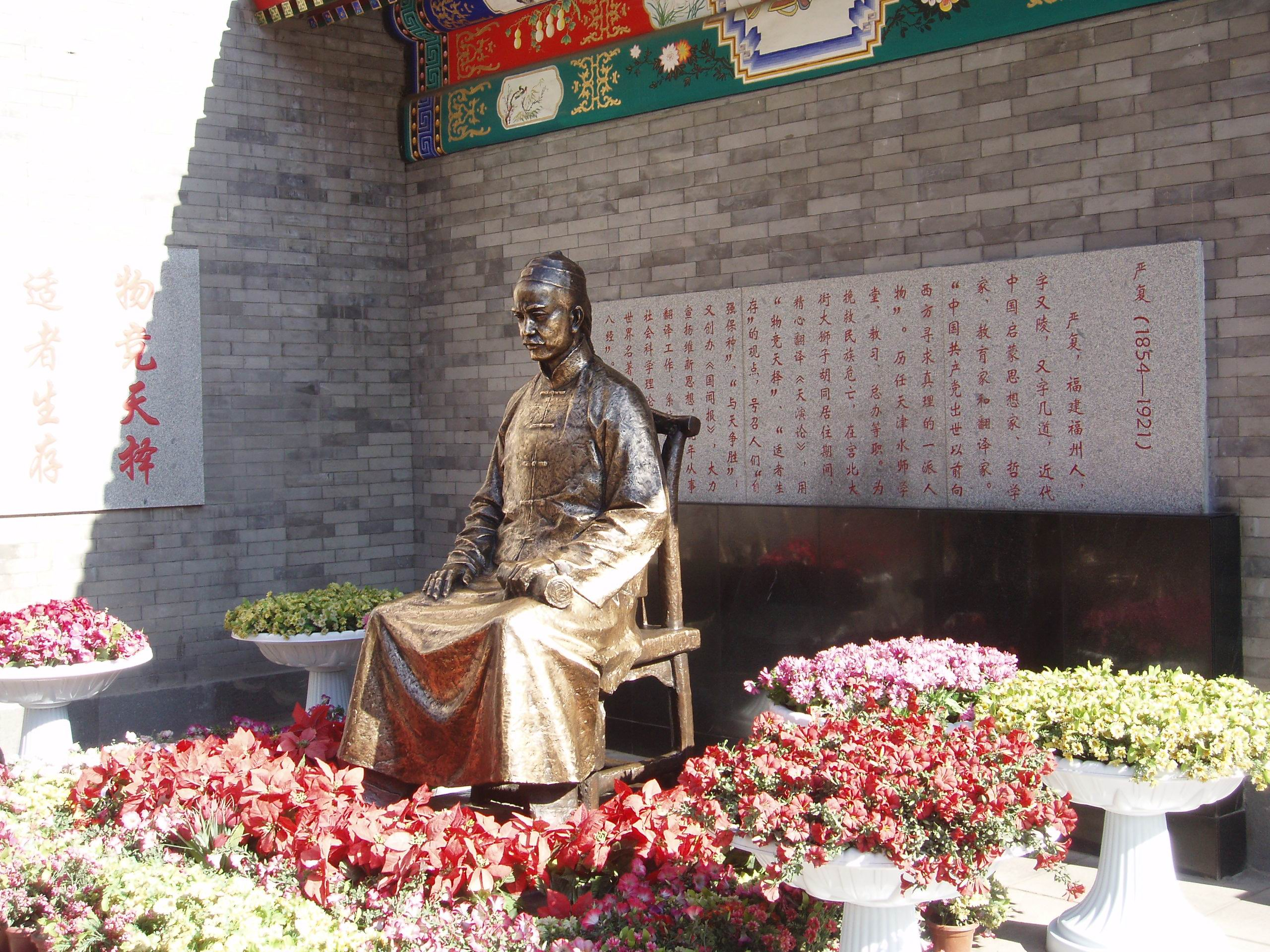
严复在天津的雕像

1880年（光绪六年）赴天津的北洋水师学堂，任驾驶学堂“洋文正教习”，有学生黎元洪。
1889年（光绪十五年）报捐同知衔，以知府选用，派为北洋水师学堂会办。
1890年（光绪十六年）升为北洋水师学堂总办。
1891年10月8日（光绪十六年）严复获得“候选道员”官衔，事出有因：李鸿章在“办理海军请奖折”所附清单中提到：“直隶试用道吕耀斗拟请归候补班前补用”，“候补知府马复恒、鲍兰徵、严复均拟请免选本班，以道员不论双单月遇缺前先选用”。
1895年（光绪二十一年）中日甲午战争后在天津《直报》发表《论世变之亟》、《原强》、《辟韩》、《救亡决论》等文，主张变法维新、武装抗击外来侵略。

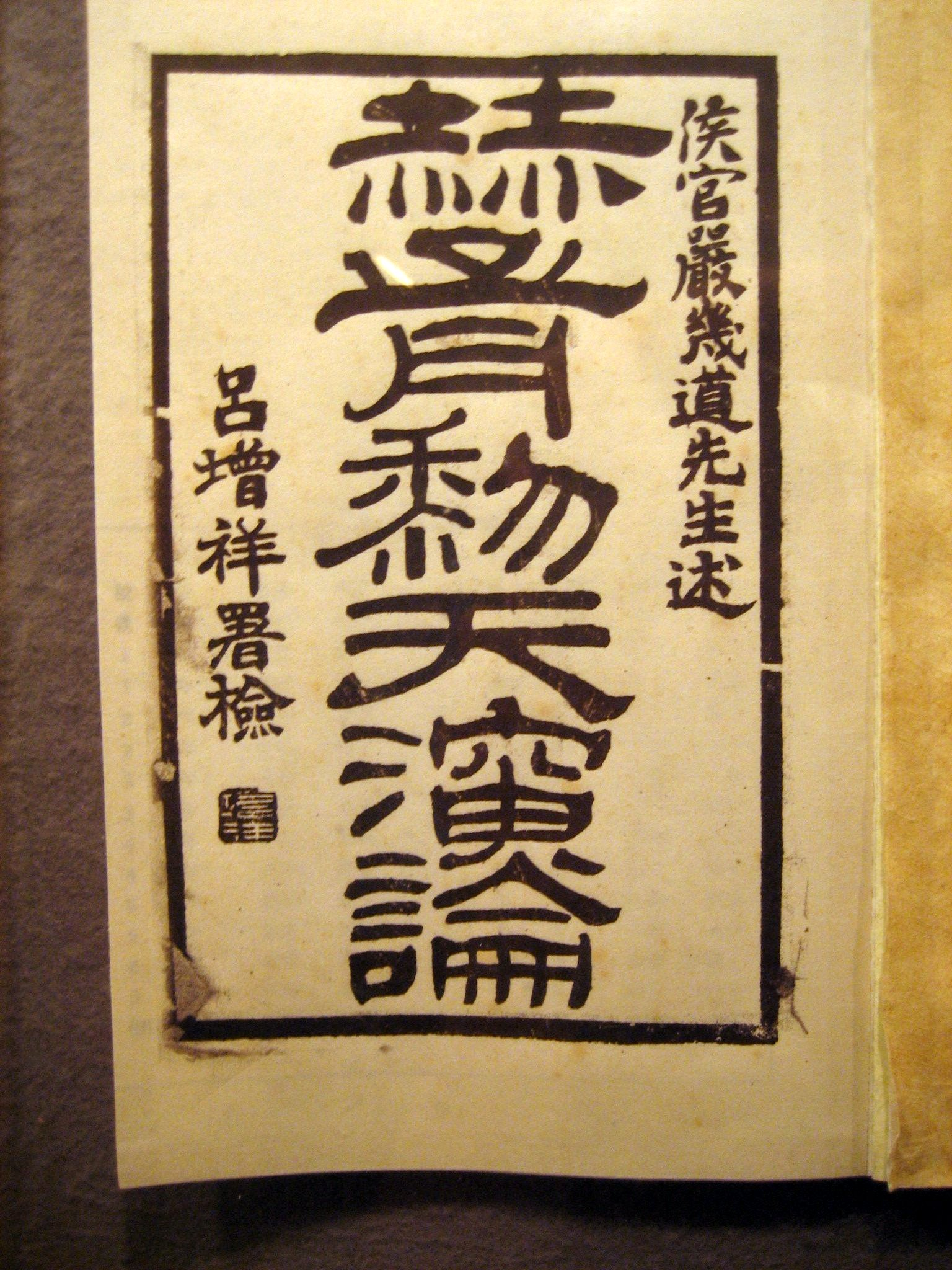
严复译作《天演论》

1896年（光绪二十二年）创办俄文馆，并任总办，俄文馆为中国最早的俄语学校；帮助张元济在北京创办通艺学堂；9月24日捐款100元资助梁启超与汪康年在上海创办的《时务报》。
1897年（光绪二十三年）和王修植、夏曾佑等在天津创办《国闻报》和《国闻汇编》，宣传变法维新；将《天演论》在《国闻报》报上连续发表。
1898年（光绪二十四年）光绪帝命嚴復来京觐见，阐述变法主张；改捐同知；撰《上光绪皇帝万言书》。9月《国闻报》因报道戊戌政变的详情，被清政府勒令停办。
1900年（光绪二十六年）义和团运动爆发，嚴復离开天津，避居上海；参加汪康年、唐才常发起的“中国议会”，被选为副会长；创办名学会，讲演名学。
1901年（光绪二十七年）应开平矿务局总办张冀邀请赴天津主开平矿务局事，后任该局总办。
1902年（光绪二十八年）赴北京任京师大学堂附设译书局总办。
1904年（光绪三十年）辞去京师大学堂附设译书局总办一职，回到上海。1904年冬发生开平矿务局诉讼事件，被邀前往英国伦敦进行交涉。
1905年（光绪三十一年）孙中山由美洲到达英国，特意去拜访嚴復，二人进行了长时间的会谈。回到上海，协助马相伯创办復旦公学。
1906年（光绪三十二年），任復旦公学校长，为该校第二任校长。被安徽巡抚恩铭聘去任安庆任安徽师范学堂监督。
1907年（光绪三十三年）恩铭被刺，嚴復离开安徽师范学堂。
1908年（光绪三十四年）在北京任学部审定名词馆总纂。
1909年5月（宣统元年四月）被派充为宪政编查馆二等咨议官、福建省顾问官
1910年1月17日（宣统元年十二月七日）清廷赐予文科进士出身。
1910年（宣统二年）海军部授为协都统，后任资政院议员。
1912年京师大学堂更名为北京大学校，任首任校长；11月辞去校长职务。
1913年总统府外交法律顾问。发起组织孔教会，并以任为首领。
1914年1月26日被举为约法会议议员。5月26日，任参政院参政。
1915年7月6日，嚴復与杨度、梁启超等10人同被委任为宪法起草委员。8月14日，杨度发起成立筹安会，倡导更改国体，嚴復列名于发起人中。
1916年，袁世凯死后，7月，大总统黎元洪命令惩办祸首，虽然嚴復不被通缉，但是他也往天津避祸。
1917年对张勋復辟表示同情。
1919年五四运动认为支持学生运动的蔡元培不识时务。
1920年因哮喘病久治无效，回到福州养病。
1921年10月27日在福州郎官巷住宅与世长辞。

## 著作
專欄
- 《论世变之亟》，《直报》，1895年
- 《原强》，《直报》，1895年
- 《辟韩》，《直报》，1895年
- 《救亡决论》，《直报》，1895年

翻譯

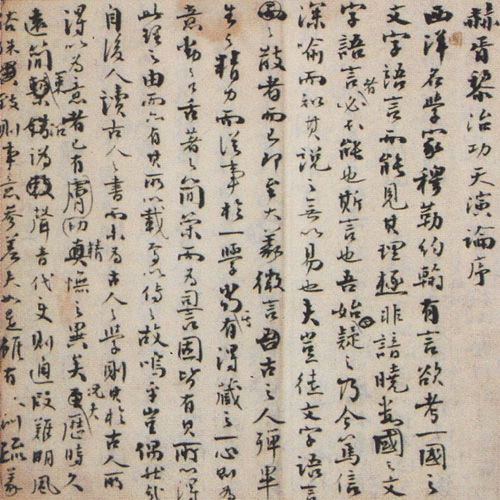
天演论序

- 《天演論》，赫胥黎，光緒丙申（1896）譯序，湖北沔陽盧氏慎始基齋木刻出版，清光緒24年（1898年），富文書局石印本，光緒27年（1901）（1897年12月至1898年2月以《天演論懸疏》為題在《國聞彙編》刊載。原著書名為Evolution and Ethics，1893初版，依1894年再版譯。）
- 《原富》（即《国富論》），亞當·斯密，南洋公學譯書院出版，清光緖二十七年（1901）10月（原著書名為An Inquiry into the Nature and Causes of the Wealth of Nations，1776年版）
- 《穆勒名學》，约翰·穆勒，清光緖二十八年（1902）譯，南京金粟齋出版，光緖三十一年（1905）；上海商務印書館，1913年12再版（原著書名：A System of Logic，Ratiocinative and lnductive，1843）
- 《群己權界論》，约翰·穆勒，上海商務印書館，清光緖二十九年（1903）（原著書名：On Liberty，1859）[9]
- 《羣學肄言》（即《社会学研究》），斯賓塞，上海文明編譯書局，清光緖二十九年（1903），改訂版，上海商務印書館，民國四年（1915）（原著書名：The Study of Sociology,1874）
- 《社會通詮》，甄克斯，上海商務印書館，清光緖二十九年（1903）（原著書名：A history of politics，1900）
- 《灋意》（即《論法的精神》），孟德斯鸠，上海商務印書館，清光緖三十年（1904）至清宣統元年（1909）（法語：De l'esprit des lois,1748，譯依Thomas Nugent英譯本The Spirit of Laws,1750）
- 《名學淺說》，耶方斯，上海商務印書館，清宣統元年（1909）（原著書名：Primer of logic.1876）

叢書
- 《严几道诗文钞》
- 《癒壄堂诗集》
- 《严几道文集》
- 《严译名著丛刊》
- 《侯官严氏丛刊》
- 《侯官严氏丛刻》
- 《严侯官先生全集》

他人彙編
- 《嚴復集》，中华书局，王栻主编，北京，1986年。（简体中文）

## 翻譯
译著
嚴復總共譯有8部西方作品，合称“严译名著八种”。嚴復對自己的译著頗有自信，曾在信中说：“且彼中有数部要书，非僕为之，可决30年中无人可为者。”。嚴復譯書的稿費大都用於償還債務。
誤譯
俞政曾在《严复译著研究》一書中指嚴復有多處「誤譯」，亦表示“严复一生著、译甚多。他在翻译西方论著的时候，常常掺杂己意，还要附加大量按语；有些译作甚至带有不同程度的改编（如《天演论》、《名学浅说》）：因此，人们把他的翻译作品称为「译著」。意思是说他的译作中的不少内容相当于他的著作，反映的是他自己的思想。”然汪榮祖在《重讀嚴復的翻譯》一文中則否定俞政的說法，表示俞政指出嚴復的誤譯，有的只是“意譯”與“直譯”上的區別。

## 大清國歌編寫
1911年（宣統三年），隆裕太后下詔旨令典禮院和禮部各衙門創作“國樂”。同年10月4日（農曆八月十三）正式“諭旨頒行”，名為《鞏金甌》。嚴復正是這首國歌的作詞人。

## 呼吁废八股
严复在1895年所撰的《救亡决论》中提出了“废八股”的要求，认为“今日中国不变法则必亡是已。然则变将何先？曰：莫亟于废八股”。严复认为，科举制度有“锢智慧”、“坏心术”、“滋游手”三大弊害，“使天下消磨岁月于无用之地，堕坏志节于冥昧之中。长人虚骄，昏人神智，上不足以辅国家，下不足以资事畜。破坏人才，国随贫弱”。因此严复主张，如若不改科举、废八股，所谓练兵、所谓通商都只能是一句空话。“何则？无人才，则之数事者，虽举亦废故也。”

## 故居与墓地

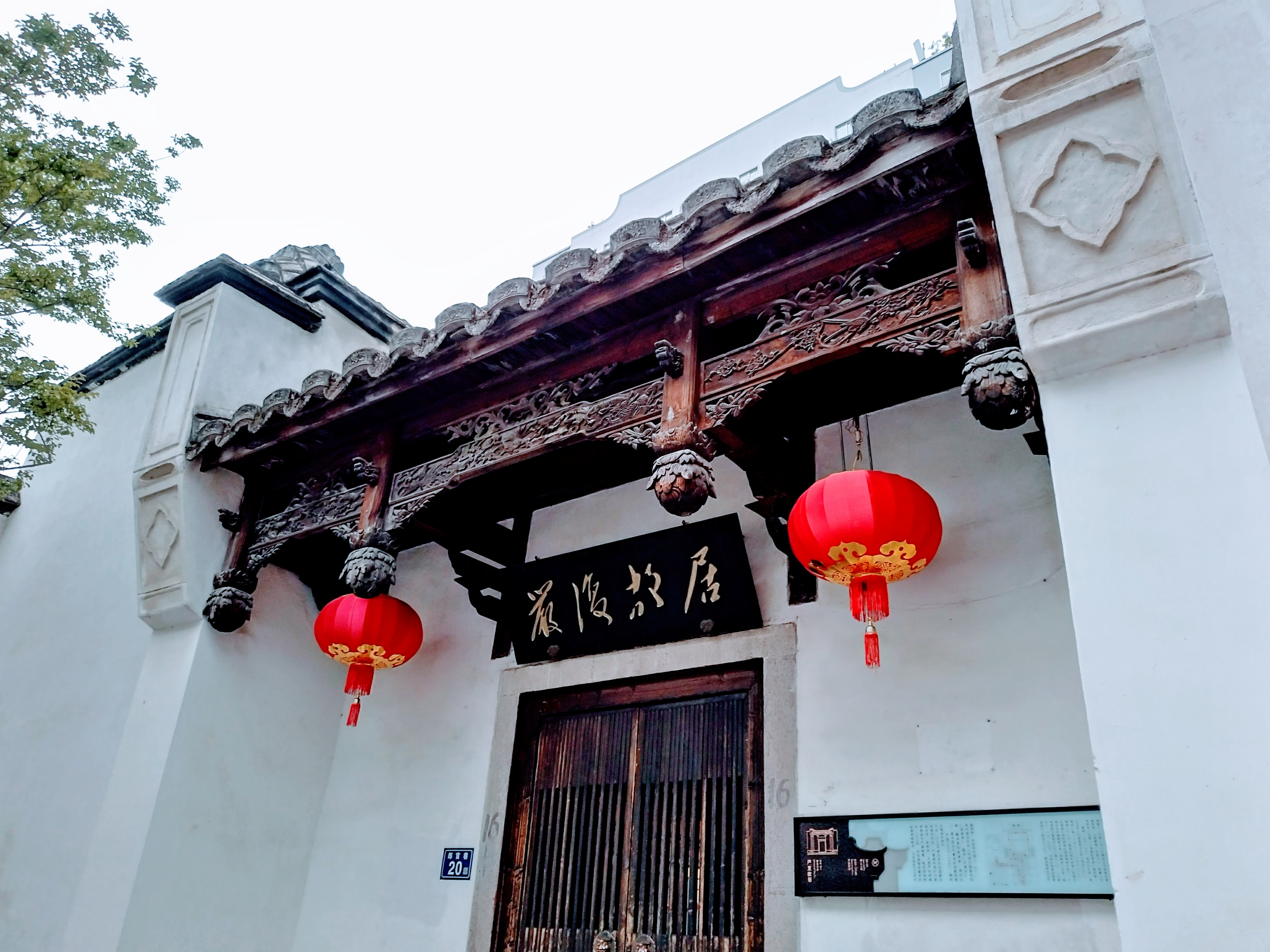
位於福建福州的嚴復故居

嚴復故居位于福建省福州市鼓楼区郎官巷，建筑融合了中国晚清及民国时期的风格。2003年，故居修缮完毕，对游客开放。
嚴復墓位于福建省福州市盖山镇阳岐村北鳌头山东麓，嚴復夫妇合葬于此，为福建省级文物保护单位。1970年代文化大革命時期嚴復墓曾遭破坏；1984年至1988年，得到福建省行政部门的拨款和嚴復长孙女严倚云的捐款，嚴復墓得以修復。

## 軼事
- 嚴復一生不得志，或許跟他狂傲的個性有關。接替郭嵩焘任英法公使的曾纪泽斥严复“狂傲矜张”，郭嵩焘提醒嚴復：“今负气太盛者，其终必无成，即古人亦皆然也”[15]。
- 严复一生嗜吸鸦片，一直持续到晚年，1919年他在給兒子的信中写道：“以年老之人，鸦片不复吸食，筋肉酸楚，殆不可任，夜间非服药不能睡。嗟夫，可谓苦已！”[16]
- 晚年的嚴復已經是一名保守派人物[17]。他發起籌安會，支援袁世凱復辟帝制[18]，又同情張勳復辟。他嘲笑胡適等新文學革命派是“如春鳥秋蟲，聽其自鳴自止可耳。”
- 中國民間流傳，當年嚴復與日本首相伊藤博文在英國留學時是同班同學，嚴復是全班（？校）第一名畢業，伊藤博文得第二名。
  - 這個故事最早可從劉復（劉半農）的詩集《揚鞭集》中找到，後來錢基博《現代中國文學史》、楊蔭深《中國文學家列傳》、蔡冠洛《清代七百名人傳》、《河殤》均引此說。
  - 《清代七百名人传》写道：“（严复）光绪二年，派赴英国海军学校，肄战术及炮台建筑诸学。是时日本亦始遣人留学西洋，伊藤博文、大隈重信之伦皆其选也。复得最上第……”。1989年10月7日北京《团结报》刊登《才子的不同命运》文章，仍沿續此誤。以上说法牵强附会，以讹传讹。
  - 事实上，两人在入学年份、就读学校、专业选择上并无交集。严复1877年3月（光绪三年二月）赴英国皇家海军学院学习海军，1879年提前回国后，被聘为福州船政学堂教习[19]；而伊藤博文于1863年入读伦敦大学学院，师从亚历山大·威廉·威廉姆逊，一年后（1864年）归国[20]，回国后发现長州藩也被炮轰了（下關戰爭），即加入長州藩军队，反对幕府统治，主张“开國进取”，明治维新成功后，在木户孝允、大久保利通和细田道一的领导下负责处理外交事务[21]。

## 家族

### 第二代
严复生有九個兒女（五子：嚴璩、嚴瓛、嚴琥、嚴璿、嚴玷。四女：嚴璸、嚴璆、嚴瓏、嚴顼）。
- 三子嚴琥（1897－1962）字叔夏，生於天津。1919年，嚴琥在老家陽岐玉屏山莊與台灣板橋林家林慕蘭小姐結婚。中华人民共和国成立後，嚴琥歷任協和大學校務委員會主任、福州大學校務委員會副主任兼教務長、福州市副市長，省、市人大代表和政協委員。1962年病逝。
- 三女嚴瓏結識黃金生，與其結婚，定居台灣。

### 第三代
- 長孫是三子嚴琥的長子嚴僑，中国共产党党员，移民台灣，任教於台中一中，後被拘捕，关押在火燒島。是李敖的高中一年級數學老師，也是李敖“最難忘的老師”。妻子林倩為舅舅板橋林家林熊祥之女、臺灣著名歷史學者林衡道之妹。
- 三孫女嚴倬雲（嚴琥之女），臺灣知名企業家辜振甫之妻。
- 四孫女華嚴（本名嚴停雲）（嚴琥之女），作家，葉明勳之妻。[22]
- 嚴孝章，因致力於台灣棒球運動的推展，並且擔任第三任中華民國棒球協會理事長，故有「成棒之父」的稱號[22]